# Црква Преноса моштију Светог оца Николаја у Штитару
Црква Преноса моштију св. оца Николаја у Штитару, насељеном месту на територији града Шапца припада Епархији шабачкој Српске православне цркве. 
Црква је грађена 1990. године.